# NGC 3802
NGC 3802 este o galaxie spirală situată în constelația Leul. A fost descoperită în 14 martie 1784 de către William Herschel. Se află la o distanță de 51,26 de megaparseci de Pământ.